# Patrice Buendia
Pour les articles homonymes, voir Buendia.
Patrice Buendia, né le 22 mai 1971 à Lyon, est un scénariste de bande dessinée français.

## Biographie
Après avoir soutenu une thèse de lettres modernes, option cinéma, il écrit des courts-métrages, publicités et films d'entreprise, tout en publiant des chroniques sur le cinéma. En 2003 sont publiés ses premiers albums : Docteur Wong : Le repaire du serpent, histoire d'aventure, co-scénarisée avec Philippe Chanoinat et dessinée par Olivier Ferra, ainsi que le premier volume du diptyque Spiritus & Sancti, de nouveau avec Chanoinat, dont Koriakine assure le dessin. Toujours en collaboration avec Chanoinat, à partir de 2004, Buendia co-scénarise Thomas Silane, polar fantastique dessiné par Yves Lécossois (volumes 1 à 3) et Roberto Zaghi (volumes 4 à 10),
,. En parallèle, pour la collection « Romans de toujours », l'auteur écrit une adaptation du Conte de Noël (de Charles Dickens) avec un dessin de Jean-Marc Stalner (2007). La collaboration avec Koriakine reprend pour le diptyque Bull, thriller policier publié en 2009-2010. Avec Stéphane Fraioli, Buendia co-scénarise deux volumes du Juge sans terre, retrouvant Jean-Marc Stalner au dessin. 
Pour Zéphyr éditions dans la collection « Les histoires authentiques de l'aéronautique », Buendia participe au tome n°1 d'Emergency. À partir de cet album, le scénariste participe à d'autres ouvrages de bande dessinée mettant en scène des avions : Les enragés du Normandie-Niemen (2010-2015) avec Marc-Olivier Cayre sur des dessins de Giuseppe De Luca, Black Birds - Les Ailes secrètes de la C.I.A. (2011-2012), Section Trident (2011-2013), Korea (2011-2013), le sixième volume d'Unité Félin (initiée par Frédéric Zumbiehl, sur un dessin de Gilles Laplagne). À partir de 2017, il scénarise la série Adler, l'aigle à deux têtes, avec un dessin de Damien Andrieu.
Ces scénarios mènent Buendia à collaborer sur des séries classiques de la bande dessinée d'aviation, comme Buck Danny Classic, où il co-scénarise avec Zumbiehl le volume hors-série : Buck vs Tanguy - la rencontre, sur un dessin de Sébastien Philippe (2016) et le premier volume des Oiseaux Noirs (2017). Dans « Une aventure Classic de Tanguy et Laverdure », il publie deux volumes en 2016 et 2017, sur un dessin de Ketty Formaggio puis Matthieu Durand. Toujours sur Tanguy et Laverdure et avec Zumbiehl, il co-scénarise Diamants de sable et Le sabre du désert, parus en 2018 et dont le dessinateur est toujours Sébastien Philippe.

## Œuvre

### Albums
- Adler, l'aigle à deux têtes, dessin et couleurs de Damien Andrieu, Zéphyr Éditions

1. Le Choix du mensonge (2017)
2. Le Choix du mal (2018)
3. Le Choix du moi (2019)

- Black birds : Les ailes secrètes de la CIA, dessins de Giuseppe De Luca, Zéphyr Éditions

1. Idealist (2011)
2. Dans la gueule du loup (2012)

- Bull, dessins de Koriakine, Éditions Joker

1. Opus 1. Les Légions de sang (2009)
2. Opus 2. Le Syndrome du scorpion (2010)

- Cadmos (Sauvegarde et diffusion du patrimoine littéraire mondial), Adonis, collection Romans de toujours
  - Le conte de Noël, scénario de Charles Dickens et Patrice Buendia, dessins de Jean-Marc Stalner (2007)
- Docteur Wong, dessins d'Olivier Ferra, Éditions Jet Stream

1. Le Repaire du serpent (2003)

- Emergency, Zéphyr Éditions

1. Emergency no 1, scénario de Pierre Veys, Patrice Buendia, Romuald Pistis et Frédéric Zumbiehl, dessins de Carlos Puerta et Stéphan Agosto (2010)

- Les Enragés du Normandie-Niemen, dessins de Giuseppe de Luca, Zéphyr Éditions

1. L'envol des enragés, scénario de Patrice Bundi et Marc-Olivier Cayre (2010)
2. L'escadrille de l'espoir (2011)
3. Français sur le front russe (2012)

- Le Juge sans terre, scénario de Patrice Buendia et Stéphan Fraioli, dessins de Jean-Marc Stalner, Glénat, collection Vécu

1. Lumière éteinte (2009)
2. Pages mortelles (2010)

- Korea, dessins de Giuseppe Candita, Zéphyr Éditions

1. Ruptures (2011)
2. Le devoir de tuer (2012)

- Section Trident, dessins de Dams, Zéphyr Éditions

1. Domino Day (2011)

- Spiritus & Sancti, scénarios de Patrice Buendia et Philippe Chanoinat,dessins de Koriakine, Bamboo, collection Grand Angle

1. Complot à Daguelloz (2003)
2. La citadelle du chaos (2005)

- Thomas Silane, scénarios de Patrice Buendia et Philippe Chanoinat, dessins d'Yves Lécossois (tomes 1 à 3) puis Roberto Zaghi, Bamboo, collection Grand Angle

1. Flash mortel (2004)
2. Le tueur de Noël (2005)
3. Tempêtes (2006)
4. Objectifs (2009)
5. Fuites (2010)
6. Libérations (2011)
7. Racines (2014)
8. Poisons (2014)
9. Expériences (2016)
10. Révélations (2017)

## Prix et distinctions
- 2016 : Prix du scénario d'Or pour Thomas Silane au Festival de la Bulle d'Or (Brignais)[12]
- 2017 : prix Pilotes de Chasse Ardennes de la bande dessinée à L’avion qui tuait ses pilotes, ex æquo avec L’Enragé du Ciel[13]
- 2018 : prix du meilleur album Bulles d'air pour Adler, l'aigle à deux têtes[14]